# Tirofiban

Formule structurelle du tirofiban

Le tirofiban est un médicament antiagrégant plaquettaire de type inhibiteur de la glycoprotéine IIB/IIIA, administré par voie intra-veineuse.
Il est utilisé dans l'infarctus du myocarde de type ST+, avant l'angioplastie coronaire où il permet une meilleure antiagrégation que le cangrelor.